# Convolvulus persicus
Convolvulus persicus är en vindeväxtart som beskrevs av Carl von Linné. Convolvulus persicus ingår i släktet vindor, och familjen vindeväxter. Inga underarter finns listade i Catalogue of Life.